# Manzanar
Manzanar – jeden z dziesięciu amerykańskich obozów koncentracyjnych, w których prawie 120 tysięcy Japończyków i Amerykanów japońskiego pochodzenia zostało internowanych podczas II wojny światowej, w okresie od grudnia 1942 do listopada 1945 roku. Miejsce znajduje się u podnóża pasma górskiego Sierra Nevada w dolinie Owens w Kalifornii, pomiędzy miastami Lone Pine na południu i Independence na północ, jest to około 230 mil (370 km) na północ od Los Angeles. Manzanar (w języku hiszpańskim słowo oznaczające "sad jabłkowy") zostało określone przez Amerykańską Służbę Parków Narodowych jako najlepiej zachowany z dawnych obozów, a obecnie znane jest pod nazwą Manzanar National Historic Site, co umożliwia w większym stopniu zachować pamięć o osobach więzionych na terenie tego obozu.